# Encyclopædia Universalis

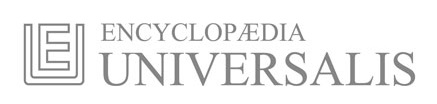
Logo dell'Encyclopædia Universalis

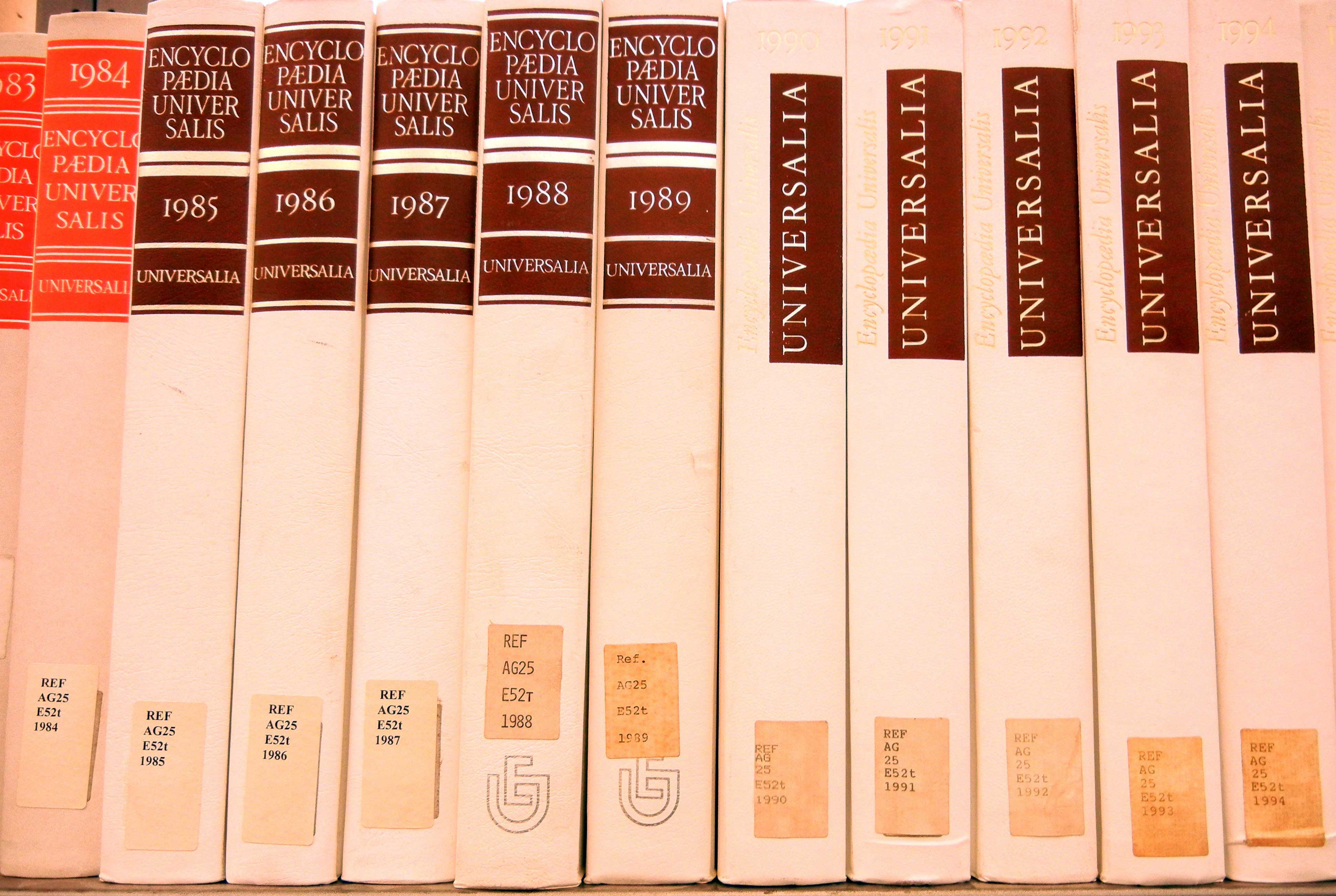
Volumi dell'Encyclopaedia Universalis

L'Encyclopædia Universalis è un'enciclopedia generalista scritta in lingua francese pubblicata dalla Encyclopædia Britannica Inc.
L'enciclopedia è stata pubblicata in sette edizioni, di cui l'ultima composta da 30 volumi cartacei fino al 2012, per poi essere disponibile solo sul proprio sito internet.
L'enciclopedia conta circa 34 500 voci, caratterizzati da 30 000 fra illustrazioni, disegni, tabelle e fotografie. Vi sono incluse anche 400 carte geografiche e un dizionario con 122 000 lemmi.

## Storia
È stata pubblicata per la prima volta nel 1968-74, edita da Claude Grégory e di proprietà del French Book Club e dell'Enciclopedia Britannica (dal 2005 esclusivamente da Encyclopædia Britannica, Inc.). Questa enciclopedia, ispirata all'Encyclopédie, si concentra su argomenti importanti, in particolar modo inerente alle scienze e alle tecnologie moderne.
Nel 1995 viene resa disponibile anche attraverso supporto digitale su cd-rom. Nel 1999 viene resa disponibile a pagamento attraverso un sito web apposito. Tra gli anni 80 e 90 i volumi di vendita si attestavano su una vendita di 20 000 copie annue. Nel 2011 il giro d'affari si era ridotto di dieci volte, attestandosi a poco più di 2 000 esemplari annui.
Nel 2012 viene resa disponibile solo on-line, non essendo più stampata in volumi cartacei.